# Draba sakuraii
Draba sakuraii är en korsblommig växtart som beskrevs av Tomitaro Makino. Draba sakuraii ingår i släktet drabor, och familjen korsblommiga växter. Inga underarter finns listade i Catalogue of Life.

## Bildgalleri

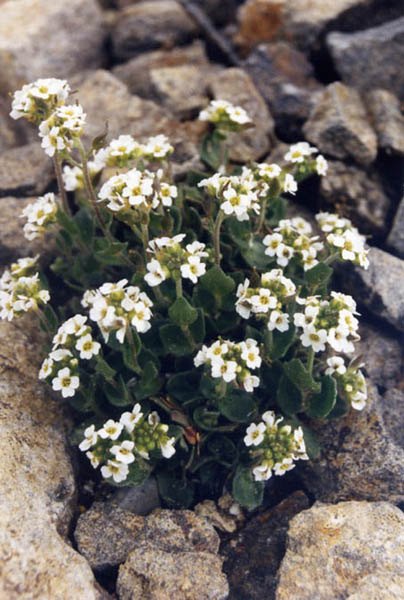